# Classification de Howard et Moore
La classification de Howard et Moore est une classification scientifique de la classe des oiseaux de Richard Howard et Alick Moore qui a fait autorité dans les années 1980. Ce travail, en devenant une référence, a permis une plus grande communication entre les scientifiques du monde entier. Cette classification compte 36 ordres.

## The Checklist
Cette classification est basée sur l'ouvrage The Howard & Moore Complete Checklist of the Birds of the World. Il a révolutionné la taxinomie et la systématique. 
Cet ouvrage est une synthèse, il est publié après le Checklist of the birds of the world de James Lee Peters, qui comme toutes les œuvres de ce genre, avant celle de Howard & Moore, était composée de multiples volumes. Or ces collections perdent de leur cohérence, tant les connaissances évoluent, entre le premier et le dernier volume, la durée de rédaction étant importante. Ceci explique le succès de l'œuvre d'Howard et Moore. L'organisation de l'ouvrage reprend celle de A Checklist of the Birds of the World de Gruson (1976), et elle renvoie pour chaque espèce vers une bibliographie très détaillée. L'ouvrage a fourni des noms normalisés en anglais pour tous les oiseaux. Il a été régulièrement mis à jour notamment avec l'apparition de la taxinomie Sibley-Ahlquist fondée sur les études d'hybridation de l'ADN.

### Sources
- (en) Kratter, Andrew W, « Howard and Moore Complete Checklist of the Birds of the World, The », The Auk,‎ avril 2005 (lire en ligne)